# Bernard Boesch
Pour les articles homonymes, voir Boesch.
Bernard Boesch, né le 15 avril 1914 à Neuilly-sur-Seine et mort le 14 février 2005 à La Baule-Escoublac en Loire-Atlantique, est un peintre et architecte français. Son nom est associé à la côte atlantique française où pendant plus de 30 ans il a participé à la reconstruction après la Seconde Guerre mondiale. Artiste-peintre, Bernard Boesch a légué à la ville de La Baule-Escoublac sa villa, située au Pouliguen, avec comme but la création d'un musée et d'une résidence de jeunes artistes.

## Biographie

### Formation
Bernard Boesch naît à Neuilly-sur-Seine le 15 avril 1914 et passe les premières années de son existence dans le 14e arrondissement de Paris. Au retour de son père mobilisé en 1918, la famille retourne à Neuilly-sur-Seine pour s’installer dans un lumineux appartement, rue de l'Amiral-de-Joinville. Bernard Boesch fait ses études classiques au collège Sainte-Croix où son père enseigne les mathématiques,. C’est pendant les vacances en Picardie, à Ault-Onival, que le jeune artiste réalise ses premières aquarelles.
En 1929, Bernard Boesch suit des cours de dessin chez Charles Walch. En 1931, bachelier à dix-sept ans, il commence des études d’architecture mais sa santé est alors fragilisée par une pleurésie trop tardivement soignée. C’est pour éviter le climat vif des vacances le long de la Manche que la famille passe les mois d’été à Pornichet. 
En 1932, âgé de dix-huit ans, Bernard Boesch est chargé de la rubrique artistique dans le journal Holahe, tout juste créé par Roger Foucher-Créteau. Il rencontre dès lors de nombreux artistes d’avant-garde ainsi que Raoul Dufy et Henri Matisse. Jouissant de l'attention et des conseils de Raoul Dufy, les premières œuvres de l'artiste restent profondément marquées par le fauvisme. L'année suivante, Bernard Boesch expose au Salon des Artistes Français puis entre 1934 et 1937 au Salon des Tuileries, au Salon des indépendants et au Salon d’automne,.
En 1935, Bernard Boesch rencontre à Pornichet Nancy Froger qui devient son épouse le 12 novembre 1936.
Cette même année, il est nommé professeur de dessin à Bourg-en-Bresse. Sa grave faiblesse pulmonaire l’oblige à revenir sur la côte, notamment à Saint-Tropez, puis au Pouliguen qu'il peint à de multiples reprises. En 1937, il est diplômé d'architecture.

### Sous l'occupation
Pendant la guerre, les Boesch quittent le Pouliguen devant l'occupant, et se réfugient à Saint-Symphorien aux environs de Tours où se sont réfugiés les parents de Bernard Boesch. Bernard Boesch fait alors la rencontre de Jacques Duthoo qu'il initie à la peinture[réf. nécessaire]. Jacques Duthoo devient dans les années suivantes un peintre abstrait recherché par les collectionneurs.
À Tours, Bernard Boesch est architecte de la défense passive de la ville et responsable du département. Sa rencontre avec Raymond Rouleau et Jean-Jacques Delbo l'amène à participer à la création de la compagnie d'art dramatique Le rideau de Tours, une section de l'Association Jeune Touraine. Il en est le décorateur, costumier puis metteur en scène et compose certaines musiques. Il réalise à cette date un portrait de l'actrice Noëlle Norman lorsque celle-ci vient jouer à leur côté en 1942 la pièce La Mégère apprivoisée. Cette aventure théâtrale trouve une fin prématurée lorsque les autorités occupantes soupçonnent la compagnie de financer la Résistance. Cette période voit également l'émergence d'une inspiration surréaliste dans sa peinture.
À la Libération, Bernard Boesch et son épouse gagnent Paris. L'artiste expose alors à la galerie Daunon, présentant trente-six peintures. En 1945, il participe à l'exposition Interalliés à travers la réalisation de son affiche et le prêt de deux toiles. Dès 1948, Bernard Boesch est répertorié au Benezit.

### Une vie de peintre et d'architecte
Vers 1947, le jeune architecte acquiert la villa « les Tamarins » au Pouliguen,, et se dévoue à la conception et à la réalisation d’un grand nombre de projets de reconstruction à Saint-Nazaire et de ses environs gravement endommagés pendant la guerre. Cette activité dure plus de trente ans, Bernard Boesch prenant sa retraite en 1983.
C'est alors que l'artiste cesse les expositions de son œuvre, n'ayant plus ni le temps ni le goût pour l'exposition de celle-ci. Par ailleurs, Bernard Boesch développe un attachement viscéral envers chacune de ses peintures, allant jusqu'à racheter certaines de ses œuvres vendues. Son couple ne parvenant pas à concevoir un enfant, ses œuvres font l'objet de toute son attention. Ce n'est qu'à la fin de sa vie que l'artiste, délesté de ces considérations, renoue avec l'exposition de sa peinture. Néanmoins, en 1968, il participe à une exposition au retour d'un voyage en Italie, chose qu'il n'avait pas faite depuis vingt ans et qu'il ne concrétisera pas avant longtemps.
Dans les années 1950, Bernard Boesch et Mini Drouet, sa jeune voisine, partagent leur amour des mots en écrivant conjointement poèmes et chansons. En 1955, des extraits d'un film Pathé News centré sur Mini Drouet a pour cadre la villa pouliguennaise de Bernard Boesch.
Durant les années 1970, Bernard Boesch fait la rencontre de Bernard Buffet avec qui il se lie d'amitié. Une inspiration géométrique et incisive, étroitement liée à son métier d'architecte, côtoie pendant un temps une production picturale plus onirique tant dans la palette que dans la touche.
À partir de 1992 apparaît simultanément une production plus minimaliste à la suite de la peinture du tableau Matin Bleu. Cette œuvre, conservée au Musée Bernard Boesch, et représentant un bord de mer quasiment abstrait illustre la constante recherche artistique de son auteur.

### Le legs
Deux grandes expositions rétrospectives sont organisées à la chapelle Sainte-Anne de La Baule-Escoublac en 1994 puis en 2000. C'est au cours de cette dernière exposition que Bernard Boesch émet son intention de léguer son œuvre et ses biens à la Ville de la Baule-Escoublac. Cela, dans le but de créer un musée et une résidence d'artistes portant son nom.
Ainsi, à leur mort, les époux Boesch lèguent leur villa « Les Tamarins » et une seconde maison située sur la Pointe de Penchâteau à la ville de La Baule-Escoublac. Ce legs s'inscrit dans une volonté de favoriser la création artistique contemporaine. Selon les souhaits du couple, le musée Bernard-Boesch organise ainsi des expositions d'art moderne et contemporain et dispose d'une résidence pour jeunes artistes. Bernard Boesch lègue également une somme considérable, fruit de son travail d'architecte, pour permettre les travaux nécessaires à la conception d'un musée moderne. La maison de Bernard Boesch, rénovée avec le soutien de la Fondation du patrimoine, propose une exposition annuelle de ses œuvres.

## Œuvre
Plus de 1 300 œuvres de Bernard Boesch sont répertoriées au sein de son musée, allant de la peinture à l’huile aux aquarelles et passant par le dessin.
Sa peinture est ainsi généralement divisée en trois temps ; la période d'inspiration fauve, la période géométrique et la période minimaliste.

Sa grande production et la longévité de son œuvre, soixante-quinze ans de peinture, le positionne entre l’art moderne et l’art contemporain.

Galerie photos
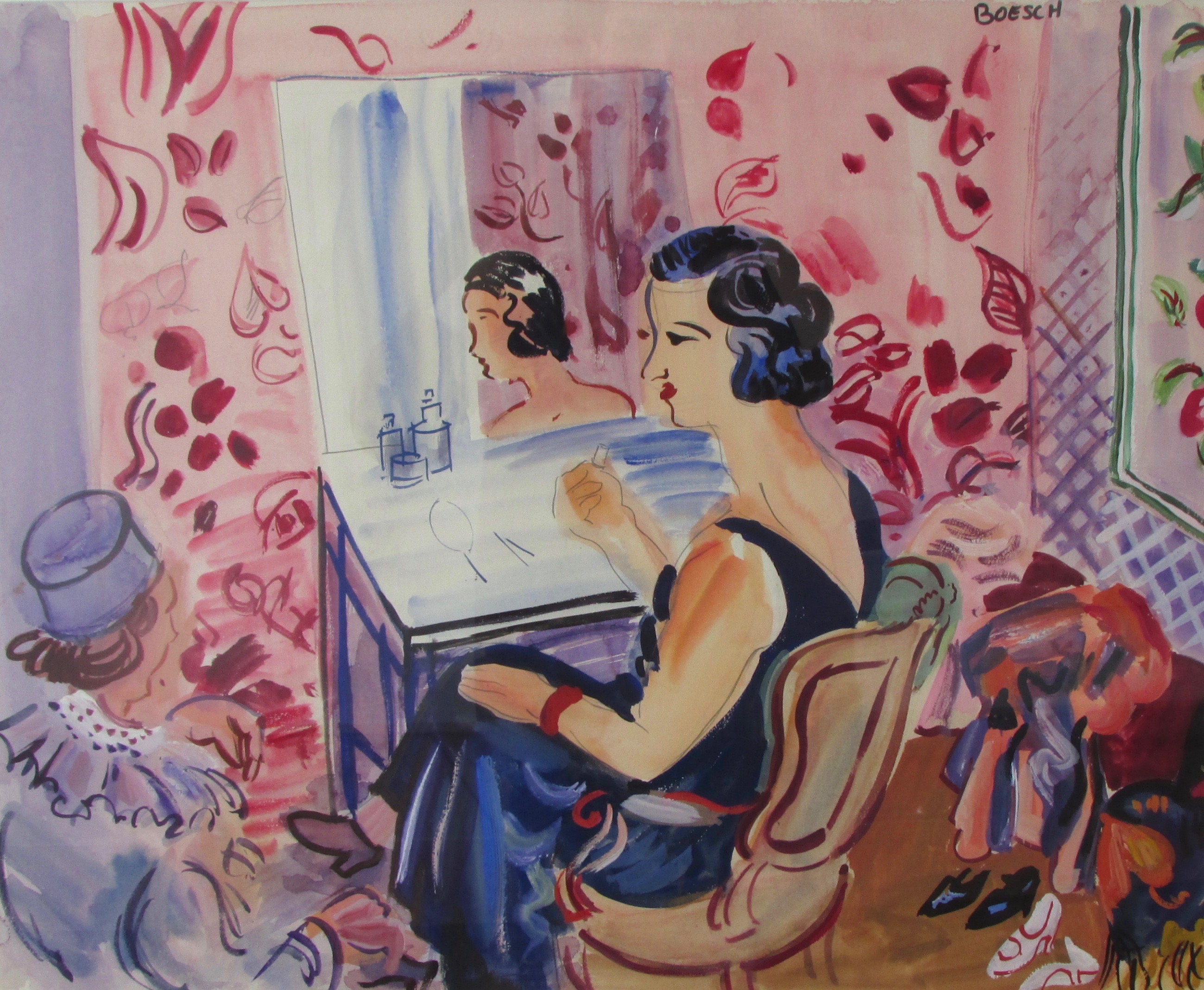
L'actrice à la toilette, gouache aquarellée sur papier, 50 × 65 cm, conservée au musée Bernard-Boesch, 1941-1945.
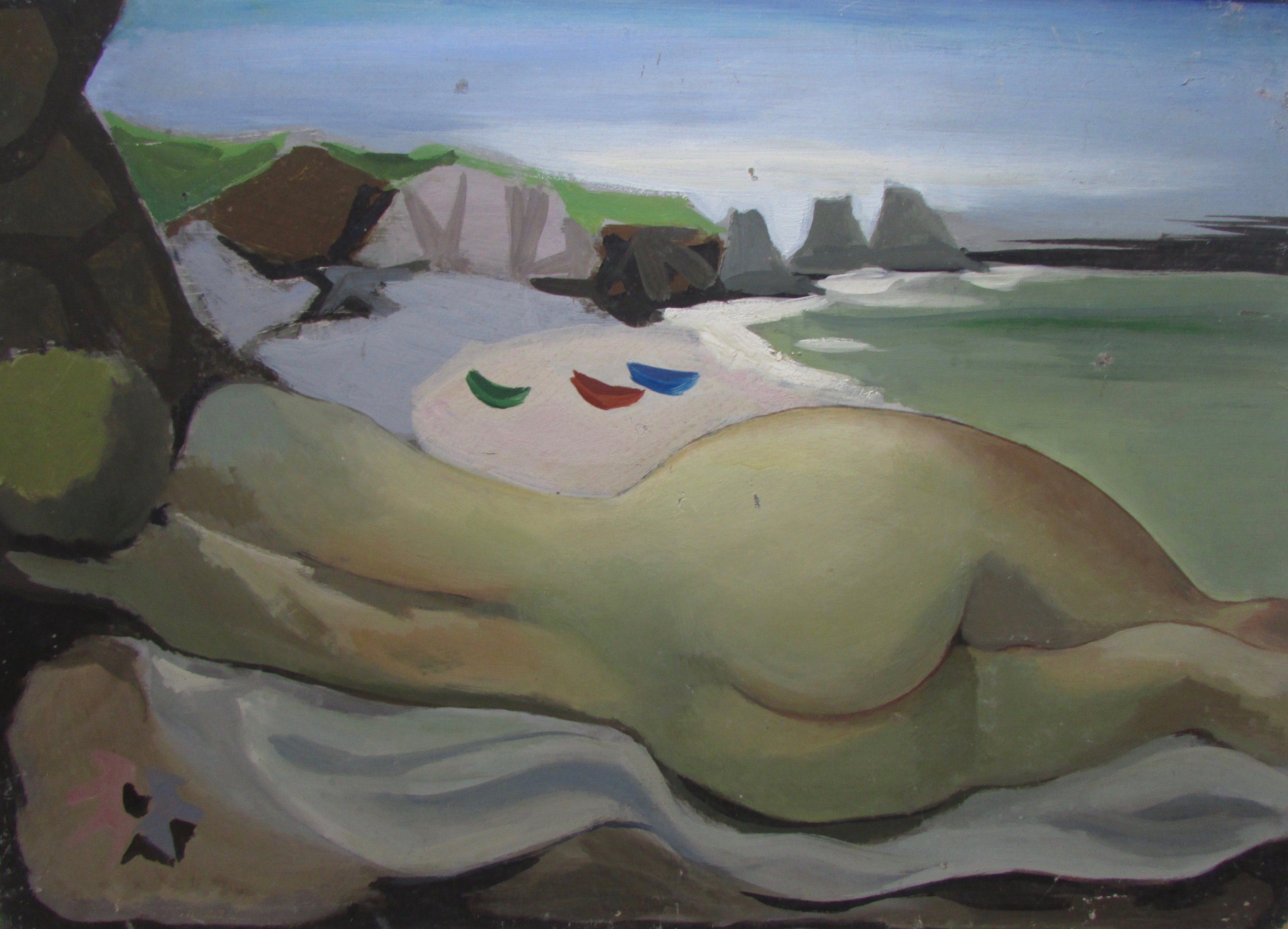
Odalisque sur la baie du Scall II (Le Pouliguen), huile sur isorel, 32 × 46 cm, conservée au musée Bernard-Boesch, circa 1950.
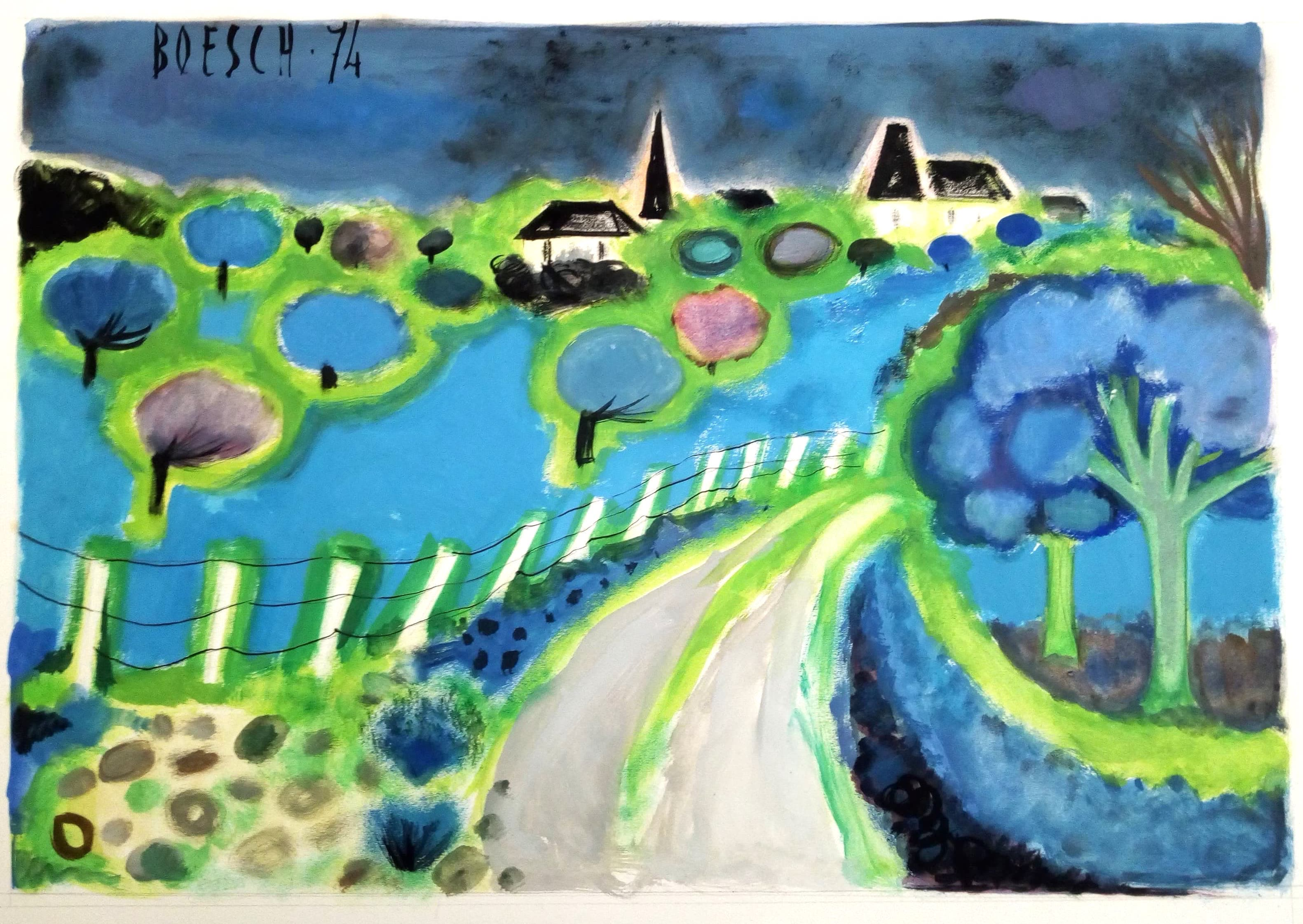
Village onirique, aquarelle sur papier, 50 × 65 cm, conservé au musée Bernard-Boesch, 1974.
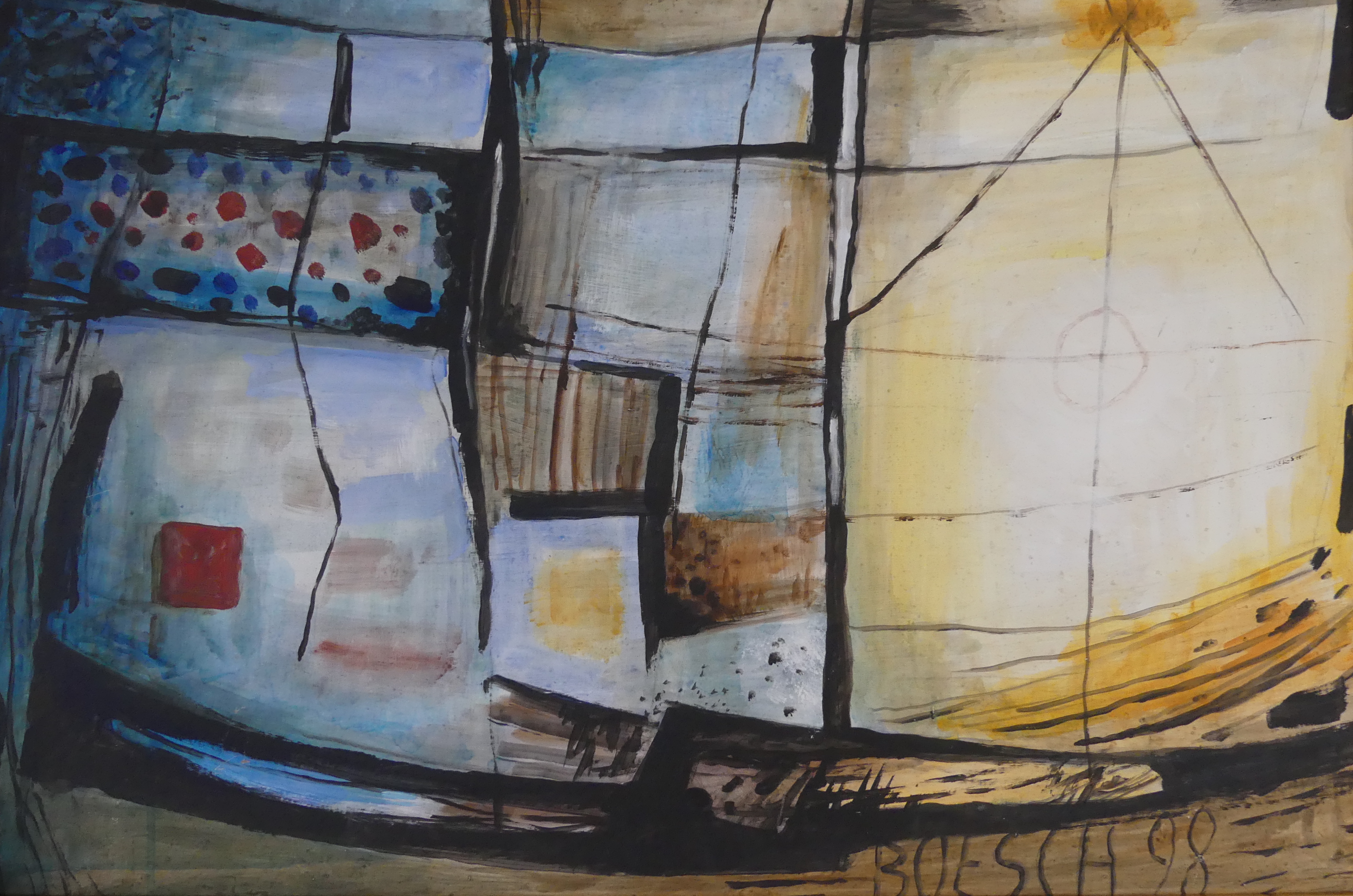
Basse mer, huile sur isorel, 60 × 81 cm, conservée au musée Bernard-Boesch, 1998.

## Architecture
Suivant la volonté de ses parents, Bernard Boesch suit des études d'architectures à Paris dont il est diplômé en 1937.
Sa première application de l'architecture se fait durant Seconde guerre mondiale à Tours où il est l'architecte de la défense passive.
Dans les années qui suivent la guerre, en se fixant définitivement au Pouliguen, l'architecte se dédie à la reconstruction de Saint-Nazaire et de ses alentours alors considérablement endommagés.
Par la suite, Bernard Boesch conçoit de nombreuses maisons et immeubles de Royan à Carnac, son architecture se caractérisant par la luminosité de ses intérieurs. On lui doit notamment les immeubles Le Spendid, Le Sagittaire, Les Alcyons et La Caravelle  sur la commune de Baule-Escoublac.
L'architecte prend sa retraite en 1983. Il jette alors les clés de son cabinet à la mer, rompant symboliquement avec cette activité qui l'avait tant accaparé.

## Expositions connues
- 2022 (1er octobre - 31 décembre 2022) : musée Bernard Boesch du Pouliguen. Exposition Les années géométriques[24].
- 2021 (4 novembre 2021-2 janvier 2022) : musée Bernard Boesch du Pouliguen. Exposition La montagne, Megève 1937[25].
- 2021 (4 septembre-31 octobre) : musée Bernard Boesch du Pouliguen. Exposition Bretagne, terre d'artistes. Exposition collective - présentation de deux œuvres de Boesch des années 1930 (La bigoudène, et le Déchargement des thons à Concarneau)[26].
- 2020 (juillet-septembre) : musée Bernard Boesch du Pouliguen. Exposition Visages de Bernard Boesch. Présentation d'une trentaine de tableaux sur le thème de la femme dans l'œuvre de Boesch au côté des sculptures de Gustavo Vélez.
- 2019 (octobre-novembre) : musée Bernard Boesch du Pouliguen. Présentation de neuf tableaux en association aux peintures de son ami Jacques Duthoo et à Tzuri Gueta, designer et créateur contemporain.
- 2019 (février-mars) : musée Bernard Boesch du Pouliguen. Présentation d'une trentaine de tableaux avec un focus sur le surréalisme et le théâtre dans l'œuvre de Bernard Boesch. Exposition conjointe avec les sculptures de Laetitia de Bazelaire.
- 2018 : musée Bernard Boesch du Pouliguen. Présentation d'une trentaine de tableaux datant des années 1930 jusqu'au début des années 2000. Exposition conjointe avec les sculptures et céramiques d'Eric Duthoo.
- 2017 : FIAC de Paris, avec la Galerie Florence de Voldère. Exposition de cinq œuvres.
- 2017 : villa Boesch du Pouliguen. Présentation d'une trentaine de tableaux des années 1930 jusqu'au début des années 2000. Exposition conjointe avec les céramiques de Rémi Chapotin et les sculptures de Marie-Pierre Weinhold.
- 2016 : musée Bernard Boesch du Pouliguen. Présentation d'une trentaine de tableaux des années 1930 jusqu'au début des années 2000. D'autres artistes accompagnent cette exposition.
- 2015 : musée Bernard Boesch du Pouliguen. Présentation d'une trentaine de tableaux des années 1930 jusqu'au début des années 2000[19]. Exposition conjointe avec les céramiques de François Debien, les sculptures abstraites de Park Eun Sun et les bronzes de Marie-Pierre Weinhold.
- 2014 : musée Bernard Boesch du Pouliguen. Présentation d'une trentaine de tableaux des années 1930 jusqu'au début des années 2000. Exposition conjointe avec les sculptures de René Julien[5].
- 2000 : chapelle Sainte-Anne de La Baule-Escoublac, Un autre regard[4].
- 1994 : chapelle Sainte-Anne de La Baule-Escoublac, Évolutions 1934-1994[4].
- 1968 (décembre) : galerie du Centre, exposition Souvenir de voyages[4], La Baule-Escoublac. Cette exposition présentait les œuvres réalisées par Bernard Boesch après un voyage en Italie la même année. Cette exposition est d'autant plus étonnante que l'artiste a cessé d'exposer vingt ans plus tôt et ne le fera pas avant presque vingt-cinq ans.
- 1946 : exposition avenue Victor-Hugo, XVIe arrondissement de Paris[4].
- 1945 : exposition à la Galerie Daunou[4], Paris. Bernard Boesch y expose trente-six œuvres proche du surréalisme[16].
- 1945 : Exposition interalliés. Bernard Boesch réalise l'affiche de l'exposition à l'étape de Tours et prête deux toiles pour cette exposition[16].
- 1942 : association Jeune Touraine, Exposition de peinture, exposition de vingt-cinq œuvres, Tours[27].
- 1937 : Salon des Artistes indépendants[8], Paris.
- 1936 : Salon d'automne[8], Paris.
- 1935 : Salon des Artistes indépendants[8], Paris.
- 1934 : Salon des Tuileries[8], Paris.
- 1933 : exposition personnelle chez René Goro, verrier d'art[28].
- 1933 : Salon des artistes français[8], Paris. Sa toile présente le clocher de Batz-sur-Mer. Elle est conservée au Musée Bernard-Boesch.

## Publications
- Ville de la Baule-Escoublac et Les Amis de Bernard Boesch, Bernard Boesch - Peintures, 50 reproductions couleurs avec biographie et textes explicatifs, préfacé par Dominique Labarriere, Nouvelle Imprimerie, Guérande.
- Ville de la Baule-Escoublac, Bernard Boesch - Un autre regard, Imprimerie JMP Pornichet, 2000.
- Ville de la Baule-Escoublac, Bernard Boesch - Évolutions 1934-1994, 1994.
- Bernard Boesch, Centre Social d'Information et d'Edition, Paris, années 1970-1980 (catalogue de réalisations architecturales).
- Association Jeune touraine, Exposition de peinture, Tours, 1942.
- Le Rideau de Tours avec l'Association Jeune Touraine, Le Rideau de Tours présente, Tours, Impressions Arrault, 1942.